# 东竹林寺
东竹林寺，全称噶丹·东竹林寺（藏語：དགའ་ལྡན་དོན་འགྲུབ་གླིང།，威利转写：dga' ldan don 'grub gling），位于云南省迪庆藏族自治州德钦县奔子栏镇书松村南永干顶东坡，海拔约3000米，临近金沙江，滇藏公路（214国道）从寺后经过。该寺是藏传佛教格鲁派寺院，位列康区“十三林”之一，也是德钦县境内规模最大的藏传佛教寺院，有“康藏名刹”之称。寺院始建于清康熙六年（1667年），原属噶举派，后改宗格鲁派。截至2018年，该寺有僧侣500余人。

## 历史
东竹林寺始建年代有明万历二年（1574年）:23、清康熙六年（1667年）两种说法。初名“冲冲措岗衮”（另说“蚌让冲冲措岗”，藏語：སྤམ་རག་ཁྲུང་ཁྲུང་མཚ་སྒང），意为仙鹤湖畔之寺，属噶举派，原址位于今东竹林寺西北约3公里处。康熙十三年（1674年），因参与以中甸嘉夏寺为首的反格鲁派暴乱失败，于康熙十五年（1676年）被迫改宗格鲁派，同时合并了向丁寺、业永寺、娘举顶寺、干萨寺、追达寺等数座小寺，由五世达赖喇嘛赐名“噶丹·东竹林”，意为成就二利（利己利人）之寺。此后寺院规模不断扩大，至清末僧侣人数已达700余人，活佛10人。
1967年:9，东竹林寺在“文化大革命”中遭严重破坏，仅存一幢大殿。1985年7月，应僧众请愿，由迪庆州人民政府和中甸县人民政府拨款，选新址重建，1986年3月14日动工:10，历时7年完成主体工程，后经持续扩建形成今日规模。1986年10月十世班禅确吉坚赞曾视察东竹林寺并资助大殿建设。
东竹林寺搬迁重建后，在第七世扎塘活佛的建议下，书松尼姑寺与叶日尼姑寺于1987年合并后迁至东竹林寺旧址之上，名为塔巴林寺。1987年12月21日公布的第三批云南省文物保护单位中的“东竹林寺”，实际上指的是现塔巴林寺。

## 建筑

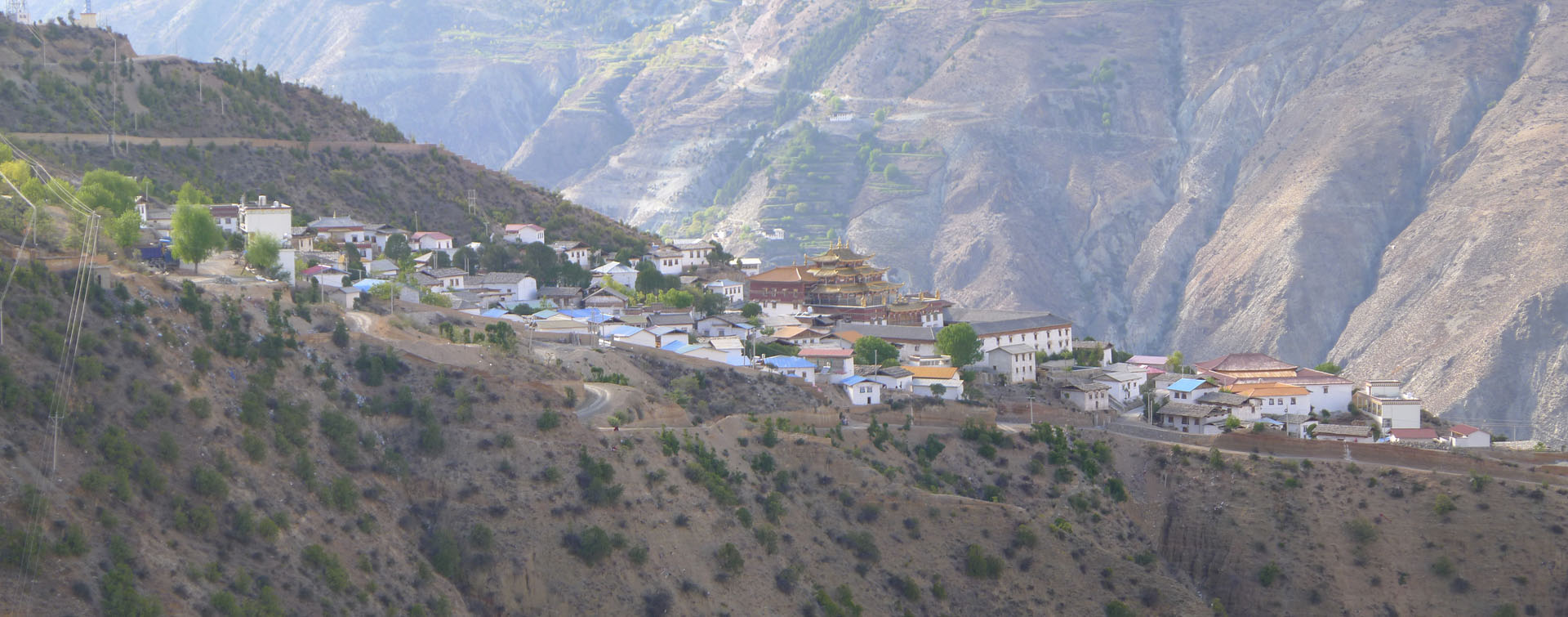
东竹林寺远眺

东竹林寺占地面积29970平方米，核心建筑为大殿，另有辩经院、法相学院、金刚神舞院、4座活佛府邸（拉章）、104所僧舍等建筑。大殿为四层土木结构建筑，底层是诵经处，正面供奉格鲁派创始人宗喀巴及其弟子达玛仁钦、一世班禅克珠杰像（即宗喀巴师徒三尊），两侧是释迦牟尼、观世音、文殊、度母、普贤等塑像。二层中央的强巴佛塑像高6.8米，头部直至第三层。三层为觉卧拉康（释迦牟尼佛殿），佛像由拉萨色拉寺所赠，高约10.5米。

## 组织与宗教活动
东竹林寺的宗教辖区涵盖德钦县奔子栏镇、拖顶乡、霞若乡等区域，下设叶日、书松、奔子栏、霞若、拖顶、则通和喇普7个“安曲”（分寺）。
该寺的宗教节日有“格东节”（亦称“格归堆姆”节），每年藏历八月二十七至二十九日举行，期间上演藏传密宗乐舞“羌姆”。寺院每年举行多次法会，以格鲁派独有的“央勒”“色庸”“嘎依”三大法会为主。